# Ekbertiner
Die Ekbertiner  (auch Cobbonen genannt) waren ein in Sachsen beheimatetes fränkisches Adelsgeschlecht, das vor allem zur Zeit der Karolinger auftrat. Regional waren sie vor allem im südlichen Westfalen zwischen Rhein und Weser beheimatet. Namengebender Stammvater ist Ekbert, der 809 im Auftrag Karls des Großen die Burg Esesfeld nördlich der Unterelbe errichtete und 811 an der Eider als Gesandter in Erscheinung trat.
Die wichtigsten Angehörigen der Familie waren:
1. Ekbert (* um 756; † nach 811) ⚭ Ida von Herzfeld (* um 770/775; † 825)
  1. Cobbo der Ältere, Gesandter Ludwig II. des Deutschen, erwähnt 842 und 845 ⚭ Eila
    1. Ekbert
    2. Liudolf
    3. Brun
    4. Ida
    5. Heilwig
    6. Hathumod

  2. Warin, Mönch in der Abtei Corbie, 831-856 Abt von Corvey
  3. Liudolf († vor 850) ⚭ Schwester des Grafen Bardo
  4. (unsicher:) Addila (Adela); nach dem Tod ihres Mannes Bunicho und ihrer Söhne ging sie nach Herford und wurde dort Äbtissin.
  5. Tochter (wohl Ida die Jüngere; ⚭ I NN; ⚭ II Graf Asig (Esiko), Nachkommen: die Esikonen)
    1. Haduwy (Hadewig), Äbtissin von Herford 858-887[1]; ⚭ Graf Amalung
      1. Bennid
      2. Amalung

    2. Cobbo der Jüngere, im Dienst Karls des Kahlen[2]

In späterer Zeit treten weitere Ekbertiner als Äbte von Corvey auf:
- Bovo I., Abt von Corvey 879-890, nepos des Abtes Warin[3]
- Bovo II., Abt von Corvey 900-916, Enkel Bovos I.[3]
- Bovo III., Abt von Corvey 942-948, Urenkel Bovos II.[3]